# E. H. Hedrick

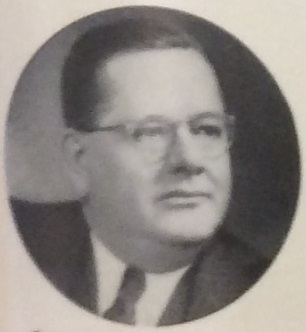
E. H. Hedrick

Erland Harold Hedrick (* 9. August 1894 in Barn, Mercer County, West Virginia; † 20. September 1954 in Beckley, West Virginia) war ein US-amerikanischer Politiker. Zwischen 1945 und 1953 vertrat er den sechsten Wahlbezirk des Bundesstaates West Virginia im US-Repräsentantenhaus.

## Werdegang
Erland Harold Hedrick besuchte die öffentlichen Schulen seiner Heimat einschließlich des Beckley Institute. Danach studierte er bis 1917 an der University of Maryland in Baltimore Medizin. Während des Ersten Weltkrieges war er Oberleutnant im medizinischen Dienst der US-Armee. Nach dem Krieg war er zwischen 1919 und 1944 als Arzt in Beckley tätig. Im gleichen Zeitraum war er auch medizinischer Berater der Veteranenbehörde. Zwischen 1927 und 1932 war Hedrick zusätzlich noch Gesundheitsbeauftragter in seinem Bezirk. In den Jahren 1943 und 1944 leitete er das Pinecrest Tuberculosis Sanitarium in Beckley.
Politisch wurde Hedrick Mitglied der Demokratischen Partei. 1944 wurde er als deren Kandidat im sechsten Distrikt von West Virginia in das US-Repräsentantenhaus in Washington, D.C. gewählt, wo er am 3. Januar 1945 die Nachfolge von Joe L. Smith antrat. Nach drei Wiederwahlen konnte er bis zum 3. Januar 1953 vier Legislaturperioden im Kongress absolvieren. In diese Zeit fiel das Ende des Zweiten Weltkrieges. Damals wurde auch der 22. Verfassungszusatz beraten und verabschiedet, der die Anzahl der Amtszeiten des Präsidenten auf zwei beschränkte.
Im Jahr 1952 verzichtete Hedrick auf eine weitere Kandidatur für den Kongress. Stattdessen bewarb er sich erfolglos um die Nominierung seiner Partei für die Gouverneurswahlen in West Virginia. Danach arbeitete er wieder in seinem Beruf. E. H. Hedrick starb im September 1954 in Beckley.